# Trierer Feuerbuch von 1563
Das Trierer Feuerbuch von 1563 ist die Sammlung der Berichte der meisten kurtrierischen Ämter über die vorhandenen Feuerstellen im Sinne eines Feuerstättenverzeichnisses und die Herrschaftsverhältnisse der einzelnen, über 700 Orte. Es befindet sich als Archivale im Landeshauptarchiv Koblenz (Bestand 1 C Nr. 12928) und wurde 2003 von dem Koblenzer Archivar Peter Brommer ediert.
Anlass der Anlage des ältesten im Original erhaltenen Feuerbuchs, von dessen Vorläufern nur Reste greifbar sind, war die Unzufriedenheit von Erzbischof Johann VI. (1556–1567) mit dem Ertrag der 1556 bewilligten Landsteuer.
Das Feuerbuch enthält die Berichte der Ämter Hammerstein, Bergpflege, Montabaur, Balduinstein, Boppard, Gallscheider Gericht, Oberwesel, Münstermaifeld, Mayen, Cochem-Ulmen, Wittlich, Udenesch, Daun, Manderscheid, Kyllburg, Welschbillig, Schmidtburg, Hunolstein, Baldenau, Baldeneck, Pfalzel, Grimburg, Saarburg und St. Wendel.
Die umfangreich kommentierte Ausgabe Brommers ist für die heutigen Gemeinden des ehemaligen Kurtrier (überwiegend im heutigen Rheinland-Pfalz gelegen) die bedeutendste gedruckte Informationsquelle zur Statistik und Ortsgeschichte, da zu jedem Ort die wichtigsten Quellen und vor allem die Sekundärliteratur genannt werden.
Die Anzahl der jeweiligen Feuerstätten entsprach in der Regel der Anzahl der Haushalte.